# Osor
Osor – gmina w Hiszpanii, w prowincji Girona, w Katalonii, o powierzchni 52,15 km². W 2011 roku gmina liczyła 451 mieszkańców.